# Indische dodaars
De Indische dodaars (Tachybaptus tricolor) is een vogelsoort uit de familie van de futen (Podicipedidae). De wetenschappelijke naam van de soort werd gepubliceerd in 1861 door Gray.

## Verspreiding en leefgebied
De soort telt drie ondersoorten:
- T. t. vulcanorum: Java, de Kleine Soenda-eilanden en de Tanimbar-eilanden.
- T. t. tricolor: Sulawesi, Banggai, de Soela-eilanden en van de noordelijke Molukken tot noordelijk-centraal Nieuw-Guinea.
- T. t. collaris: van noordoostelijk Nieuw-Guinea tot Bougainville (Salomonseilanden).

## Status
De Indische dodaars komt niet als aparte soort voor op de lijst van het IUCN, maar is daar een ondersoort van de dodaars (Tachybaptus ruficollis).